# Someday (I Will Understand)
"Someday (I will understand)" (2005) is de eerste single van de dvd "Britney & Kevin: Chaotic", door Britney Spears. Ook staat het nummer op het album B in the Mix: The Remixes als remix.

## Trivia
- Spears heeft het lied twee weken voordat ze te horen kreeg dat ze zwanger was geschreven.
- De single kreeg de prijs "Best Pop" tijdens de Indonesia Magazine Awards.
- Het is de eerste (Nederlandse) release die de Nederlandse Top 40 niet haalde, maar in de Tipparade bleef steken.